# Ditte Steensballe
Ditte Maria Steensballe (født 6. maj 1971 i København) er en dansk forfatter.
Hun blev student i 1990 fra Frederiksberg Gymnasium. Hun fik debut i bogform i 1999 med digtsamlingen Under nattens søvn. Hun har skrevet børnebøgerne Frøken Evigblom og paven i Rom og Kærestelus. Derefter fulgte novellesamlingen Andre mennesker og digtsamlingerne Kuffert og Fremtiden vil trøstes. Hun fik i 2007 et treårigt stipendium fra Statens Kunstfond. I 2015 udkom kærlighedshistorien Lejligheder. I 2018 udkom billedbogen Alkofanten i rummet.
Steensballe har også udgivet et musikalbum under navnet Doris Silver med titlen Tivoli er åben (2008).